# Daniela Braga
Daniela Braga (San Paolo, 23 gennaio 1992) è una supermodella brasiliana.

## Carriera
Dal 2014 sfila per Victoria's Secret.
Durante la carriera, ha pubblicizzato marchi come Bebe, Blanco, Dafiti, Givenchy, Nordstrom, Plein Sud, Pull & Bear, Riachuelo, Saks Fifth Avenue, Target e Brosway.
Inoltre ha sfilato per Alexandre Vauthier, Anthony Vaccarello, Balmain, Blumarine, Ermanno Scervino, Etam, Givenchy, Leonard, Loewe, Maiyet, Max Mara, Moncler, Paco Rabanne, Shiatzy Chen, Valentin Yudashkin, Victoria's Secret e Vionnet.
È inoltre comparsa sulle copertine di Elle, French Revue des Modes, Harper's Bazaar and V, as well as on editorials of Vogue (UK), CR Fashion Book, Harper's Bazaar, Interview, Marie Claire, Numéro, Purple, U e Vision China.
Vive attualmente a New York.